# Aaron Staton

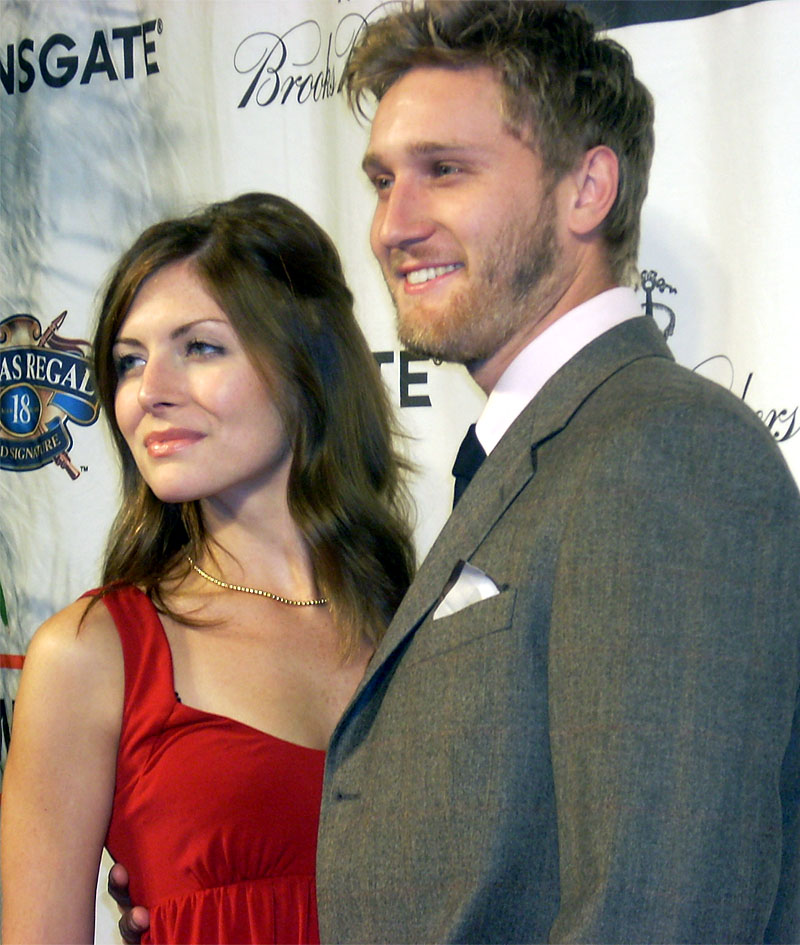
Aaron Staton mit seiner Ehefrau Connie Fletcher (2008)

Aaron Staton (* in West Virginia) ist ein US-amerikanischer Schauspieler. Bekanntheit erlangte er vor allem durch die wiederkehrende Nebenrolle des Ken Cosgrove in der preisgekrönten US-amerikanischen Fernsehserie Mad Men (2007–2015).

## Leben
Aaron Staton wurde in West Virginia geboren und zog 1989 mit seiner Familie nach Jacksonville (Florida). Dort besuchte er die Terry Parker High School. Als Schauspieler trat Staton unter anderem am dortigen Theater der Jewish Community Alliance (JCA) in Erscheinung, wo er in der Nachwuchsproduktion des Musicals Grease zu sehen war. Auch wirkte er drei Jahre beratend am JCA Theatre Camps mit.
Staton studierte Theaterwissenschaft an der Carnegie Mellon University, die er 2004 mit dem Bachelor-Abschluss verließ. Im selben Jahr wurde er am New Yorker Broadway als Ersatzdarsteller für die Rolle des Sky in dem erfolgreichen Musical Mamma Mia! verpflichtet. 2006 erschien Staton unter der Regie von Lynne Meadow in der Off-Broadway-Produktion von The American Pilot am Manhattan Theater Club. In dem Theaterstück von David Greig übernahm er die Hauptrolle eines verletzten US-amerikanischen Kampfpiloten, der über einem vom Krieg zerrütteten fremden Land abstürzt und auf Hilfe wartet.
Parallel zu seiner Arbeit im Theater übernahm Staton ab Mitte der 2000er-Jahre Gastrollen in verschiedenen Fernsehserien, darunter Law & Order: Special Victims Unit (2005), Eine himmlische Familie (2006) oder Without a Trace – Spurlos verschwunden (2007). Einem breiten Fernsehpublikum wurde er ab 2007 durch die Rolle des Ken Cosgrove in der erfolgreichen Fernsehserie Mad Men bekannt. Ursprünglich hatte Staton für den größer angelegten Part des Pete Campbell vorgesprochen, den aber Vincent Kartheiser erhielt. Die Rolle des jungen und erfolgreichen Kundenbetreuers sowie ambitionierten Autors Ken Cosgrove, die mit Pete Campbell konkurriert, wurde nach dem Start von Mad Men zur wiederkehrenden Nebenfigur umgeschrieben. Nach dem Erfolg von Mad Men bekleidete Staton verschiedene Nebenrollen im Kino, während er 2011 Pate für den im Motion-Capture-Verfahren entwickelten Polizeibeamten Cole Phelps in dem Computerspiel L.A. Noire stand.
Aaron Staton lebt in Los Angeles. Er ist mit der amerikanischen Schauspielkollegin Connie Fletcher verheiratet, mit der er einen gemeinsamen Sohn (* 2010) hat. Das Paar bekleidete unter anderem gemeinsam Hauptrollen am Theater von Jacksonville in dem Musical A Funny Thing Happened on the Way to the Forum (2000) und in Andrew Millers Kurzfilm Boy Meets Girl (2010). Auch arbeitete er mit seiner Frau in einer Folge der Fernsehserie Imaginary Bitches (2008) und an dem Computerspiel L.A. Noire zusammen. Für Boy Meets Girl verfasste Staton das Drehbuch, weiterhin zählt er das Schreiben von Musik zu seinen Hobbys.

## Filmografie (Auswahl)

### Filme
- 2007: Descent
- 2007: I Believe in America
- 2007: Nanny Diaries (The Nanny Diaries)
- 2007: One Night
- 2007: Der Klang des Herzens (August Rush)
- 2010: Boy Meets Girl (Kurzfilm)
- 2011: Lost Revolution
- 2014: Preservation

### Fernsehserien
- 2006: Eine himmlische Familie (7th Heaven, 3 Folgen)
- 2007–2015: Mad Men
- 2011: Good Wife (The Good Wife, 2 Folgen)
- 2013: Person of Interest (eine Folge)
- 2015: Ray Donovan
- 2018: Narcos: Mexico
- 2019: Unbelievable (2 Folgen)
- 2020: Die Helden der Nation (The Right Stuff, 8 Folgen)

### Videospiele
- L.A. Noire (als Cole Phelps)

## Auszeichnungen
- 2008: Nominierung für den Screen Actors Guild Award als Teil des Schauspielensembles von Mad Men
- 2009: Screen Actors Guild Award als Teil des Schauspielensembles von Mad Men
- 2010: Screen Actors Guild Award als Teil des Schauspielensembles von Mad Men
- 2011: Nominierung für den Screen Actors Guild Award als Teil des Schauspielensembles von Mad Men